# Заноза (журнал)
«Зано́за» — литературно-художественный еженедельный сатирический журнал либеральной направленности, выходивший в Санкт-Петербурге с 1863 по 1865 и с 1905 по 1906, а затем Петрограде в апреле 1917 года.

## История

### Период 1863—1865 гг.
Полное название — «Заноза. Журнал философский, политический, экономический, социальный, учёный, литературный и всяких российских художеств и безобразий». Журнал выходил еженедельно с 1863 по 1865 год. Прекратился на № 12. Издавали журнал М.П. Розенгейм и И.А. Арсеньев.
Первые номера имели тираж 3000, к № 9 он возрос до 6000, к началу 1864 года уменьшился до 5000, а в 1865 — до 2000 экз.
«Заноза» представлял из себя сатирический журнал умеренно-либерального направления. В программной статье редакция обещала бороться «за неприкосновенность собственности и за развитие выборного начала». С позиций умеренного либерализма выступая против идеологии крепостников, обличая взяточничество, откуп, цензурный гнет, полемизируя с реакционной прессой.
В области литературно-эстетических взглядов журнал вел борьбу со сторонниками теории «чистого искусства», отстаивая либеральную гражданственность.
Для журнала было характерным большое внимание к внешнеполитическим вопросам. «Заноза» выступала против колонизаторской политики Англии и Франции, политики объединения Германии вокруг юнкерской Пруссии, дискриминации негров в Америке, развития пауперизма в Европе.
При всей умеренности политической программы «Заноза», тем не менее, подвергалась цензурным репрессиям. Особенно это касается больших карикатурных листов, издававшихся в виде приложений и в немалой мере способствовавших успеху журнала.
В журнале принимали участие Б. Н. Алмазов, И. И. Дмитриев, В. В. Крестовский, А. И. Левитов, Н. А. Лейкин, К. И. Сачков, Н. Ф. Щербина и др.; художники А. Адамов, П. Ф. Борель, Р. К. Жуковский, Н. В. Иевлев, А. И. Лебедев и другие.

### Период 1905—1906 гг.
В 1905 году после выхода Манифеста 17 октября и временной отмены цензуры на волне революционного подъема появился новый журнал с названием «Заноза. Журнал художественной сатиры». Он продолжил либеральные традиции своего предшественника 1860-х годов и поддерживал на высоком уровне художественное мастерство своих авторов и художников. Выходил он, как и его предшественник — еженедельно. Издавался в Петербурге в 1905—1907 годах. За этот период вышло 14 номеров: 4 номера в 1905 году и 10 номеров в 1906 году. № 2 за 1906 был конфискован и уничтожен по решению суда за публикацию на обложке карикатуры на Николая II. За публикацию в № 6 рисунка «Панорама русско-японской войны» номер был конфискован в типографии и по постановлению суда уничтожен. № 6, таким образом, не увидел света. № 11 также был конфискован полицией (в ноябре 1906) до его выхода. По другим данным (поскольку в издании не указывалась дата выхода номера) журнал был закрыт полицией еще в марте 1906 года, об этом, например, говорит надпись на обложке номера 1 от апреля 1917 года..
Издавал журнал Сергей Дмитриевич Новиков, редактировал Р.Л. Антропов. 
В издании своеобразное выражение получил рост оппозиционного и революционного движения периода Первой русской революции.

### Период 1917 года
Выпуск журнала «Заноза» был ненадолго возобновлён С. Д. Новиковым и А. К. Гомулиным уже в революционном Петрограде в апреле 1917 года, сразу после Февральской революции.

### Электронные копии томов журнала в Интернете
- с 1863 по 1865 Санкт-Петербург и с 1905 по 1906, а затем Петрограде в апреле 1917 года.
  - 1863 Hathitrust = Google
  - 1864 Hathitrust = Google
  - 1865 оцифрованный том не найден 5/2021

- с 1905 по 1906 Санкт-Петербург : С.Д. Новиков
  - 1905 оцифрованный том не найден 5/2021
  - 1906 оцифрованный том не найден 5/2021
  - 1906 №№ 1-14 ГПИБ

- 1917 апрель Петроград : С.Д. Новиков
  - 1917 оцифрованный том не найден 5/2021